# Seewoosagur Ramgoolam
Pour les articles homonymes, voir Ramgoolam.
Seewoosagur Ramgoolam, né le 18 septembre 1900 et mort le 15 décembre 1985, est un homme d'État, Premier ministre puis gouverneur général de Maurice. Il est considéré comme le « Père de la Nation » mauricienne.

## Biographie
Ramgoolam suit des études de médecine en Angleterre, puis de droit à Londres, à l'University College London ensuite à la London School of Economics en 1921 ; il y rencontre d'autres Indiens : Gandhi, Jawaharlal Nehru et l'écrivain Rabindranath Tagore. Il rentre à Maurice en 1935. 
Ramgoolam est Premier ministre du 26 septembre 1961 au 16 juin 1982, c'est sous son mandat que le pays accède à l'indépendance du Royaume-Uni en 1968. Ramgoolam est désigné membre du Conseil de la Reine et fait chevalier de l'ordre de Saint-Michel et Saint-Georges par la reine Élisabeth II en juin 1965.
Il est nommé gouverneur général de Maurice par la reine Élisabeth II le 28 décembre 1983, fonction qu'il assume jusqu'à sa mort le 15 décembre 1985.
En 1939, Ramgoolam épouse Sushil Ramjoorawon. Elle a donné naissance à leur fille Sunita (aujourd'hui Sunita Joypaul) et à leur fils Navin Ramgoolam.
Son fils Navin Ramgoolam a été Premier ministre durant deux périodes (1995-2000 et 2005-2014).
Il lui est reproché[Par qui ?], pour obtenir l'indépendance de Maurice, d'avoir cédé l'archipel des Chagos aux Britanniques pour l'installation d'une base anglo-américaine sur Diego Garcia, principale île de l'archipel (où stationnent les fameux B-52 pouvant porter des bombes nucléaires). L'île Maurice depuis 1980 réclame le retour de l'archipel sous sa souveraineté.
Le vendredi 18 mai 1979, Sir Seewoosagur Ramgoolam précisa, à Sainte-Croix, au sujet de Jacques-Désiré Laval, apôtre de l'île Maurice : « Le père Laval n’appartient pas à une communauté ni à une seule religion : il a été unanimement accepté par tous les Mauriciens comme étant un grand amoureux de l’humanité. Nous profitons aujourd’hui de tout ce qu’il a fait, par son travail et sa foi, pour l’unité du peuple mauricien ».
Il est mort le 15 décembre 1985, à l'âge de 85 ans, au palais national, le château du Réduit, à la suite de complications de santé. Il a remis la direction du Parti travailliste à Sir Satcam Boolell, qui passa ensuite au propre fils du défunt, Navin Ramgoolam, Premier ministre de 1995 à 2000, de 2005 à 2014 et depuis 2024. Son épouse est décédée en 1984.
Seewoosagur Ramgoolam est initié en franc-maçonnerie en 1938, il s'affilie à la loge maçonnique « Mozart » en 1975 à l'hôtel du Grand Orient de France. Par ailleurs, il rejoint le chapitre « La triple espérance » à Port-Louis, il est reçu au 33e degré du Rite écossais ancien et accepté, il contribue à l'implantation de la franc-maçonnerie à l'île Maurice. Une loge porte son nom.

## Hommages
- L'aéroport international de Maurice porte son nom (son code IATA est MRU).
- Jardin botanique Sir Seewoosagur Ramgoolam.
- le collège médical SSR
- l'hôpital national SSR de Pamplemousses